# Jonathan Gash
Jonathan Gash, pseudonimo di John Grant (Bolton, 30 settembre 1933), è uno scrittore britannico di romanzi gialli.

## Biografia
Nato John Grant nel 1933 a Bolton, nel Grande Manchester, vive e lavora a Colchester, nell'Essex.
Dopo le primarie al St Paul’s e alla St Peter Primary School, ha frequentato il Thornleigh College prima di diventare dottore e dirigere il reparto di batteriologia del London School of Hygiene and Tropical Medicine dal 1971 al 1988.
Maggiore presso la Royal Army Medical Corps della British Army, ha esordito nella narrativa poliziesca nel 1977 con The Judas Pair, vincendo il CWA New Blood Dagger.
Sposatosi con Pamela Richard nel 1955 dalla quale unione sono nate 3 figlie, nel corso della sua carriera ha pubblicato numerosi romanzi tra i quali si ricordano i 24 della serie Lovejoy e ha utilizzato anche il nom de plume di Graham Gaunt.

## Opere principali

### Serie Lovejoy
- The Judas Pair (1977)
- Lovejoy: l'oro è il mio mestiere (Gold from Gemini, 1978), Milano, Il Giallo Mondadori N. 1681, 1981
- Lovejoy e l'albero del Santo Graal (The Grail Tree, 1979), Milano, Il Giallo Mondadori N. 1719, 1982
- Spend Game (1980)
- The Vatican Rip (1981)
- Firefly Gadroon (1982)
- The Sleepers of Erin (1983)
- The Gondola Scam (1984)
- Pearlhanger (1985)
- The Tartan Ringers (1986)
- Moonspender (1986)
- Jade Woman (1988)
- The Very Last Gambado (1989)
- The Great California Game (1990)
- The Lies of Fair Ladies (1992)
- Paid and Loving Eyes (1992)
- The Sin Within Her Smile (1993)
- The Grace in Older Women (1995)
- The Possessions of a Lady (1996)
- The Rich and the Profane (1998)
- A Rag, a Bone and a Hank of Hair (1999)
- Every Last Cent (2001)
- The Ten Word Game (2003)
- Faces in the Pool (2008)

### Serie Clare Burtonall
- Different Women Dancing (1997)
- Prey Dancing (1998)
- Die Dancing (2000)
- Bone Dancing (2002)
- Blood Dancing (2006)

### Altri romanzi
- The Year of the Woman (2005)
- Finding Davey (2005)

### Romanzi firmati Graham Gaunt
- The Incomer (1981)

## Televisione
- Lovejoy serie TV (1986-1994)

## Premi e riconoscimenti
- CWA New Blood Dagger: 1977 vincitore con The Judas Pair